# Rebecka Sheffield
Pour les articles homonymes, voir Sheffield (homonymie).
 (décembre 2020).
Rebecka Sheffield, née en 1976, est la conseillère principale en matière de politique pour les archives publiques de l'Ontario[Quand ?]. 
Elle a enseigné dans le domaine des sciences de l’information à Toronto et à Boston.

## Biographie
Rebecka Sheffield a été membre de ArQuives : Canada’S LGBTQ2+ et est vice-présidente de l'association de l’association canadienne des archivistes.
Elle possède un diplôme de premier cycle (BA) en « Women and Gender Studiers » de l'Université de Saskatchewan. Elle a complété une maîtrise (MI) en sciences de l'information avec une spécialisation en archivistique. Elle détient aussi un doctorat (PhD) en sciences de l'information de l'université de Toronto en collaboration avec le Mark S. Bonham Centre for Sexual Diversity Studies.
Rebecka Sheffield a publié plusieurs articles dans des revues tels Archivaria et American Archivist. Elle est également auteure du livre Documenting Rebellions : A Study of Four Lesbian and Gay Archives in Queer Times, qui traite de la relation entre les archives et le mouvement social derrière la communauté LGBTQ2+.
Ses intérêts de recherche se situe autour des archives, de l’héritage culturel et de l’histoire de la communauté LGBTQ2+.

## Œuvre
La contribution de Rebecka Sheffield sur le plan archivistique se concentre sur les archives communautaires, particulièrement celles de la communauté LGBTQ2+, ainsi que du patrimoine historique et culturel. Dans son apport sur les archives communautaires, elle émet l’idée que créer ses archives et en posséder le contrôle en tant que communauté, avec ou sans l’intention d’en faire un objet politique, permet à cette communauté de se développer. En particulier, elle étudie la relation de la notion au concept de vie privée, de contextualisation et du monde numérique. Elle soulève les problématiques liées à la conservation des archives communautaires. Selon son point de vue, la pérennité des documents d’une communauté irait de pair avec la capacité de la communauté à les conserver ou de leurs intérêts à le faire. L'acquisition de ces archives par des institutions de plus hauts niveaux pourrait régler ce problème, mais d’un autre côté il y a un risque d'assimilation et de perte d’identité pour cette communauté. Il y a donc des aspects sociopolitiques dans la relation entre les archives et les communautés.
Rebecka Sheffield est également l'instigatrice d’un projet archivistique et artistique, The Bedside Table Archives, qui documente les objets trouvés sur les tables de chevet de femmes lesbiennes et de femmes s'identifiant queer. Le projet s'intéresse à la maison comme espace de construction de l’identité et remet en question l’hétéronormativité de cet espace.
Elle est aussi l'auteure de Documenting rebellions : A study of four lesbian and gay archives in queer times. Ce livre porte sur quatre institutions qui préservent des archives gai et lesbienne, en utilisant un style narratif pour les décrire.

## Publications
- 2020 : Documenting rebellions : A study of four lesbian and gay archives in queer times
- 2020 : Archival Optimism, or, How to Sustain a Community Archives (Chapter 1). Community Archives, Community Spaces: Heritage, Memory and Identity
- 2015 : Privacy, Context & Pride: The Management of Digital Photographs in a Queer Archives. Queers Online: LGBT Digital Practices in Libraries, Archives, and Museums